# Johann Halcke
Johann Halcke (também Johannes Halcke; ca. 1665 – Uetersen, 15 de setembro de 1735) foi um autor, matemático, mestre em escrita e prodígio em aritmética alemão.
Irmão de Paul Halcke, também um mestre em escrita e prodígio em aritmética, foi desde 1690 membro da Kunst-Rechnungs lieb- und übenden Societät de Hamburgo, atualmente Sociedade Matemática de Hamburgo (Mathematische Gesellschaft in Hamburg). Por volta de 1700 Halcke foi nomeado escriba e mestre de aritmética para a Dinamarca, Noruega e Ducado de Holstein sob o rei Frederico IV da Dinamarca. Ao mesmo tempo foi escritor do calendário dinamarquês nos ducados e de 1700 a 1736 autor do calendário de Schleswig-Holstein. Em 1734 Halcke escreveu o primeiro calendário da Corte Real e Estatal Dinamarquesa, um manual de estado para a monarquia dinamarquesa. Também escreveu vários livros que o tornaram conhecido além das fronteiras do país.

## Publicações selecionadas
- Deliciæ Mathematicæ, oder Mathematisches Sinnen-Confect/: Bestehend in Fünffhundert vier und siebentzig auserlesenen/ zum Theil gar Kunstreichen Algebrai- Geometri- und Astronomischen Auffgaben/ mit vielen künstlichen Solutionen und Reguln gezieret/ insonderheit einer curieusen Erfindung der Logarithmorum, von der Qvadratura Circuli ... und andern Sinnreichen-Sachen mehr; Nebst einer Vorbereitung/ darinn die Algebraischen Fundamenta, wie auch die grundrichtigste Regeln der Qvadrat- Cubic- und Zens-Zensi-Coss gezeiget werden (Wolgemuht, 1719) – 382 Seiten.
- Verbesserte Königl. Schleßwig-Hollsteinischer Cantzeley- und Contoir Schreib-Calender, Auf das 1708. Jahr Christi, Abermahl herausgegeben (Reymers, 1708).